# 特里佩西島
特里佩西島（英語：Trepassey Island），是南極洲的島嶼，位於葛拉漢地西岸的法利埃海岸，處於斯托寧頓島東南面1.1公里，由英國探險隊繪入地圖，現時由南極條約體系管理。